# Halesia carolina
Espèce
Classification APG III (2009)
L'arbre aux cloches d'argent (Halesia carolina) est une espèce de plantes à fleurs du genre Halesia et de la famille des Styracaceae. Il a pour synonymes H. parviflora et H. tetraptera

## Description
C'est un arbre atteignant 8 m de heuteur.

## Répartition
Il est originaire du sud-est des États-Unis.